# Dustley Mulder
Dustley Mulder (* 27. Januar 1985 in Baarn, Niederlande) ist ein ehemaliger niederländischer Fußballspieler. Der rechte Verteidiger trat auch für die Nationalmannschaft von Curaçao an.

## Karriere

### Vereinskarriere
Dustley Mulder wurde 1985 in Baarn geboren und spielte in seiner Jugend von 2000 bis 2004 für Feyenoord Rotterdam. Seine Profikarriere begann er zur Saison 2004/2005 bei Excelsior Rotterdam in der zweiten Liga der Niederlande. In zwei Jahren stand er insgesamt 46 Mal für sein Team auf dem Feld und schoss dabei vier Tore. Zur Saison 2006/07 wechselte innerhalb der zweiten Liga Mulder zum RKC Waalwijk. Für den RKC bestritt er in vier Jahren über 140 Ligaspiele und erzielte auch zwei Tore. Mulder wechselte zur Saison 2010/11 zu Lewski Sofia in die erste Liga Bulgariens. Hier debütierte er beim 2:0-Sieg über den Dundalk FC im Rahmen der 2. Qualifikationsrunde zur Europa League 2010/11. Mulder spielte insgesamt vier Jahre für Lewski Sofia und schoss dabei zwei Tore in 95 Spielen. Zur Saison 2014/15 wechselte Mulder schließlich nach Zypern zum Apollon Limassol in die erste Liga des Landes und blieb hier für ein Jahr, wobei er am Ende auf elf Ligaeinsätze kam. Mulder kehrte zur Saison 2015/16 wieder in die Niederlande zurück und spielte eine Saison für NAC Breda. Anschließend gehörte er vereinslos zum Stamm der Nationalmannschaft von Curaçao.

### Nationalmannschaft
Dustley Mulder debütierte am 28. März 2015 im Rahmen der Qualifikation für die Fußball-Weltmeisterschaft 2018 für die Nationalmannschaft von Curaçao beim 2:1-Sieg über Montserrat.